# محمدمهدی مفتح
محمدمهدی مفتح (زاده ۸ دی ۱۳۳۵ قم) سیاست‌مدار و اقتصاددان ایرانی است که نماینده حوزه انتخابیه تویسرکان در دوره دوازدهم مجلس شورای اسلامی است. وی در دوره نمایندگی سخن‌گوی کمیسیون‌های تلفیق و برنامه و بودجه و محاسبات مجلس شورای اسلامی بوده‌است. او پسر بزرگ محمد مفتح و داماد محمد محمدی گیلانی است.
وی علاوه بر دوره دوازدهم سابقه نمایندگی مجلس در دوره نهم و دوره دهم و دوره یازدهم از حوزه انتخابیه تویسرکان و در دوره‌های چهارم، پنجم، هفتم و هشتم از حوزه انتخابیه رزن را در کارنامه دارد. وی هم‌زمان در انتخابات دوره نهم مجلس شورای اسلامی از حوزه انتخابیه تویسرکان و دوره چهارم شورای اسلامی شهر تهران شرکت کرد و در هر دو انتخابات موفق به کسب آراء لازم از مردم گردید اما مفتح به مجلس رفت و عضویت وی در شورای شهر منتفی شد. سرانجام مسعود سلطانی‌فر جایگزین وی گردید.این اولین بار در تاریخ جمهوری اسلامی بود که یک سیاست‌مدار همزمان در دو انتخابات موفق به کسب آرای لازم شده‌است. او با کسب نزدیک به ۷۵ درصد از کل آراء در انتخابات دهمین دوره مجلس شورای اسلامی، بالاترین درصد آراء در میان تمامی حوزه‌های انتخابیه کشور را کسب نمود. وی همچنین با هشت دوره حضور در مجلس شورای اسلامی، به عنوان با تجربه‌ترین عضو مجلس فعلی شناخته می‌شود.

## تحصیلات
- دکترای اقتصاد از دانشگاه آزاد اسلامی واحد علوم و تحقیقات تهران
- فوق لیسانس اقتصاد از دانشگاه علامه طباطبایی
- فوق لیسانس مهندسی صنایع از دانشگاه امیرکبیر (پلی تکنیک)
- لیسانس مهندسی صنایع از دانشگاه صنعتی شریف